# Samuel Nicholas Smallwood
Samuel Nicholas Smallwood (* 5. September 1772 im Charles County, Province of Maryland; † 30. September 1824 in Washington, D.C.) war ein US-amerikanischer Politiker. Zwischen 1819 und 1822 sowie im Jahr 1824 war er Bürgermeister von Washington, D.C.

## Werdegang
Im Jahr 1794 zog Samuel Smallwood in ein Gebiet, das vormals zum Prince George’s County von Maryland gehört hatte, seit 1791 aber Teil des im Aufbau befindlichen Bundesbezirks District of Columbia war. Dort war er beim Bau der neuen Bundeshauptstadt Washington beteiligt. Er lieferte unter anderem Steine für die Fundamente des Weißen Hauses. Im Jahr 1795 beaufsichtigte er die Sklaven, die am Bau des Kapitols arbeiteten. Um das Jahr 1804 war er einer der führenden Lieferanten von Holz und Baumaterialien in Washington, D.C. Er betrieb auch eine eigene Werft und wurde Direktor einer Bank. Bald war er einer der reichsten Männer der Stadt. Im Jahr 1807 war er auch einer der Gründer des Kongressfriedhofes.
Gleichzeitig schlug Smallwood auch eine politische Laufbahn ein, eine Parteizugehörigkeit ist allerdings nicht überliefert. Ab 1804 war er Stadtrat in Washington, D.C. Im Jahr 1819 wurde er vom Stadtrat zum dortigen Bürgermeister gewählt. Dieses Amt bekleidete er nach einer Wiederwahl zwischen 1819 und 1822. Erst nach 1820 gab es dafür reguläre Wahlen. Für Smallwood bedeutete das, dass er der letzte noch vom Stadtrat bestimmte Bürgermeister war. Gleichzeitig war er auch der erste, der nach der Reform von 1820 vom Volk gewählt wurde. Erwähnenswert ist auch, dass bis 1871 der Bürgermeister von Washington, D.C. nicht den gesamten District of Columbia verwaltete. Die damals selbständige Stadt Georgetown stellte bis 1871 ihren eigenen Bürgermeister.
Im Jahr 1822 verzichtete Smallwood aus gesundheitlichen Gründen auf eine mögliche Wiederwahl. Ein Jahr später gehörte er dem Ausschuss an, der eine Einfassungsmauer um den Kongressfriedhof finanziell und organisatorisch ermöglichte. 1824 wurde er erneut zum Bürgermeister der Hauptstadt gewählt. Er trat sein Amt am 14. Juni jenes Jahres an und verstarb rund dreieinhalb Monate später am 30. September. Sein Nachfolger wurde Roger C. Weightman. Smallwood wurde auf dem von ihm mitbegründeten Kongressfriedhof beigesetzt.